# كاثي باسيفيك
كاثاي باسيفيك أو كَثَاي بَسِفِك (بالإنجليزية: Cathay Pacific)‏ (بالصينية:國泰航空) هي شركة الطيران الوطنية في هونغ كونغ، تتخذ من مطار هونغ كونغ الدولي مركزاً لعملياتها، تقدم كاثاي باسيفيك خدماتها لأكثر من 46 وجهة في جميع أنحاء العالم، وتعد الشركة واحد من ستة شركات طيران في العالم تحصل على تصنيف خمسة نجوم، تعد كاثاي باسيفيك عضو في تحالف عالم واحد.

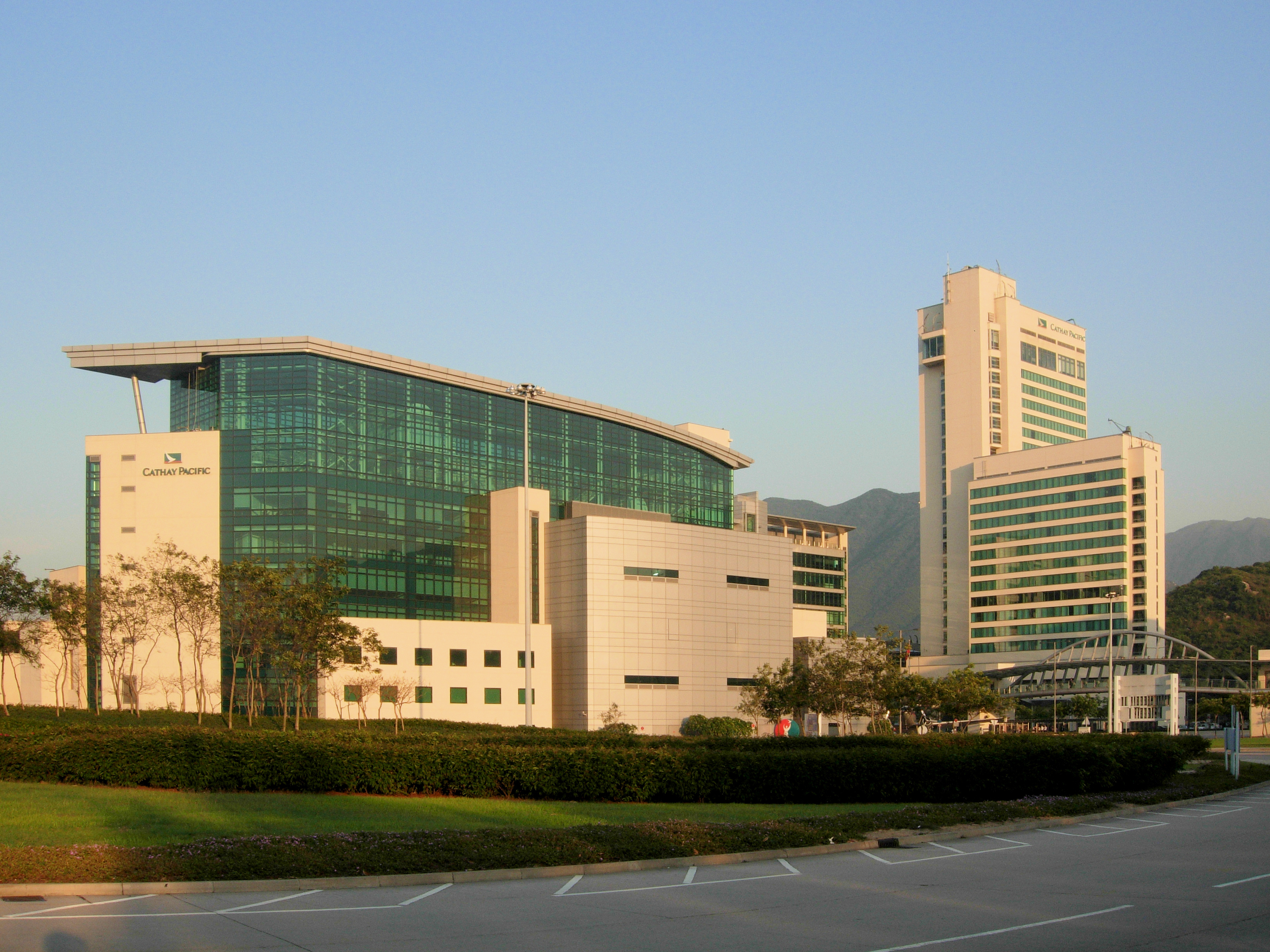
المقر الرسمي للشركة

اشتق الجزء الأول من اسمها من كاثاي الاسم القديم للصين.

## وصلات خارجية
- الموقع الرسمي للشركة (بالإنجليزية)
- تفاصيل أسطول خطوط كاثاي باسيفيك الجوية

(بالإنجليزية)